# 東急百貨店東横店
東急百貨店東横店（とうきゅうひゃっかてんとうよこてん）は、東京都渋谷区渋谷にあった、かつて株式会社東急百貨店が経営していた百貨店。渋谷駅に直結しており、東京メトロ銀座線の線路が建物内を貫通していた。渋谷エリアの大規模再開発に伴い、2020年3月31日をもって閉館した。

## 概要
東館・西館・南館の3館で構成される。道玄坂にある東急百貨店本店（再開発のため2023年に閉店）とともに、同社の旗艦店という位置付けであった。
東急百貨店東横店の前身である東横百貨店は、東急の前身である東京横浜電鉄が戦前の1934年に設立した電鉄系百貨店であり、東館の建物で創業。1954年の増築（現:西館、4階までは玉電ビルとして1938年竣工）、1970年の増築（現:南館）で東館・西館・南館の3館体制となる。日本初のターミナルデパートである梅田駅（現・大阪梅田駅）の阪急百貨店に倣った関東初の私鉄ターミナルデパートであり、日本初の名店街である「東横のれん街」や、デパ地下ブームにつながる「東急フードショー」などの先進的な売り場づくりで幅広い顧客を獲得してきた。
なお、渋谷駅街区土地区画整理事業のため、東館は2013年3月31日で営業を終了し、その後解体工事に入った。これに伴い売り場は西館と南館に集約され、また、東館1階にあった「東横のれん街」は渋谷マークシティ EAST MALL 地下1階へ移設された（2013年4月4日開業、2020年5月25日に渋谷ヒカリエ地下2階・3階へ再移転した）。跡地には駅直結の大型複合高層ビル・駅ビルである渋谷スクランブルスクエアの1期棟（東棟）が2019年に開業したほか、埼京線・湘南新宿ラインの新ホーム及び新線路が建設・敷設され、2020年に使用が開始された。
さらに2020年3月31日をもって西館・南館も営業を終了し完全閉店。閉店後は「渋谷エキスポ」として同年9月13日までイベントなどに利用される予定であったが、新型コロナウイルス感染拡大防止の観点から「渋谷エキスポ」は中止が決まる。なお、地下1階にあった「渋谷 東急フードショー」や2階の「本家しぶそば」「笹八 渋谷店」、9階の東急レストラン街「ダイニング ダイニング」は閉店後も引き続き営業を継続していたが、東急レストラン街「ダイニング ダイニング」は新型コロナウイルス感染拡大による政府の緊急事態宣言の発令及び「渋谷エキスポ」の中止により同年4月7日に閉店、それ以外の店舗についても同年9月13日をもって全て閉店し、東横店はこの日をもって全館営業終了となった。
また、西館2階に存在していたJR渋谷駅・玉川改札は全館営業終了後の9月25日の終電を持って閉鎖された。それに先立ち、閉鎖2日前の9月23日から最終日にかけて、玉川改札への通路となっていた西館1階及び2階の壁面及びシャッターを活用したペインティングイベント「#391045428（サンキュートーヨコシブヤ）」が東急とBAKERUによって実施された。
その後、西館・南館ともに同年10月より解体され、2025年5月に工事が終了した。跡地には渋谷スクランブルスクエア2期棟（中央棟・西棟）が建設されており、2031年度に完成予定である。
南館は5階部分まで解体された後、JR東日本渋谷駅の駅改良に使う資材ヤードとして活用するため、2023年1月7日及び翌8日に行われた線路切替工事の終了まで解体作業が一旦停止された。その間屋上化された5階部分は、RADWIMPSの楽曲「カナタハルカ」のミュージックビデオの撮影地として活用された。

## フロア案内

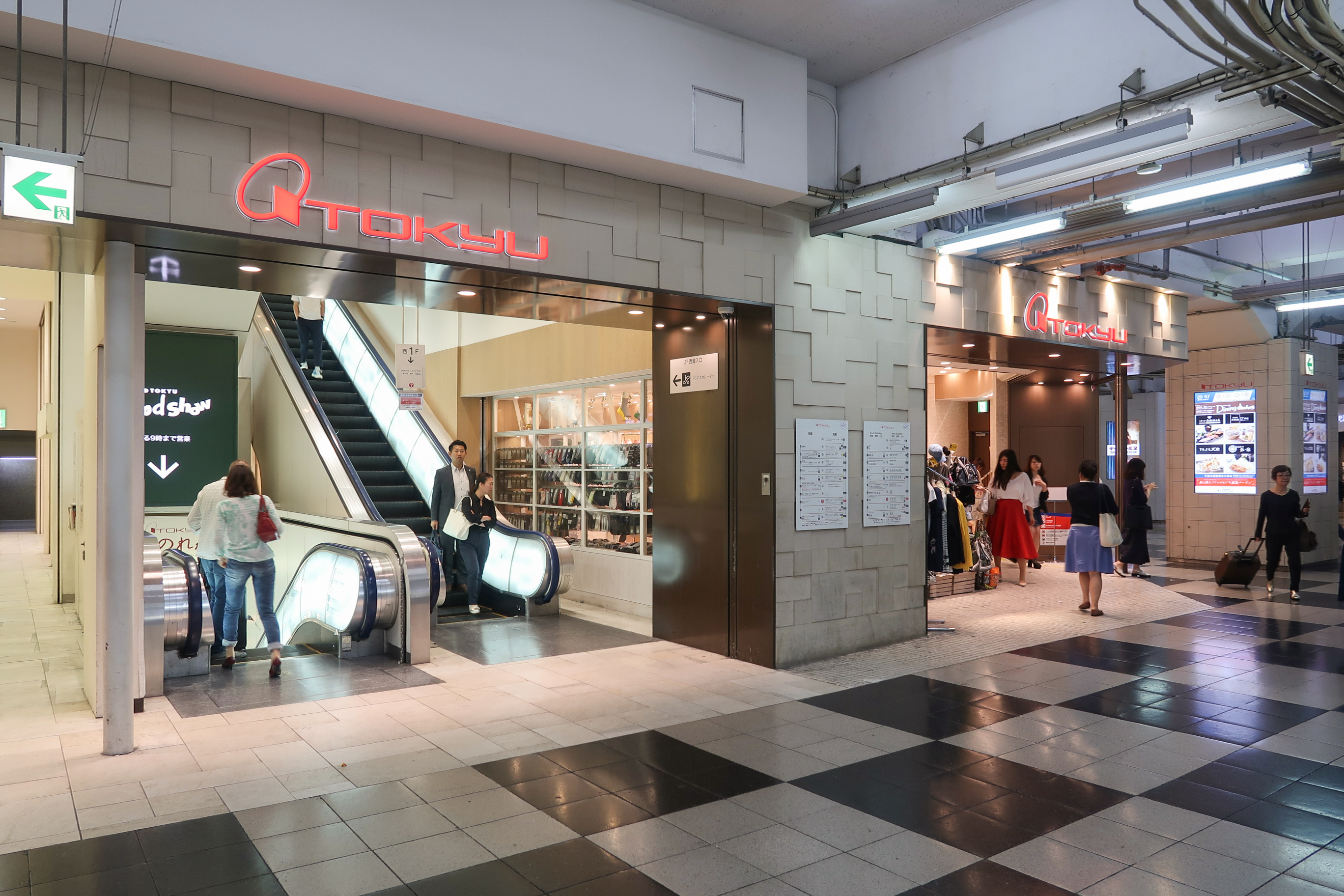
2階西館入口

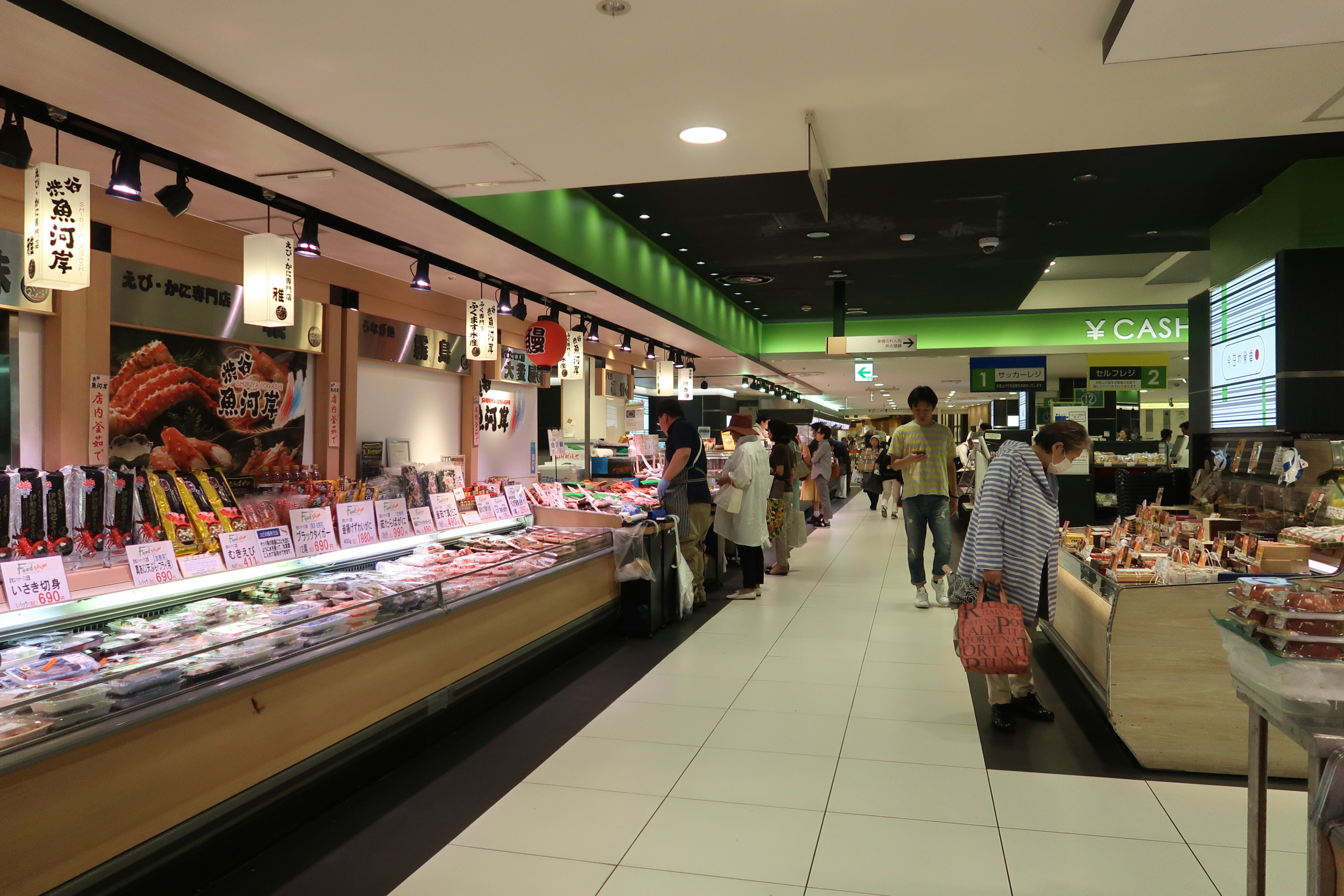
B1階東急フードショー

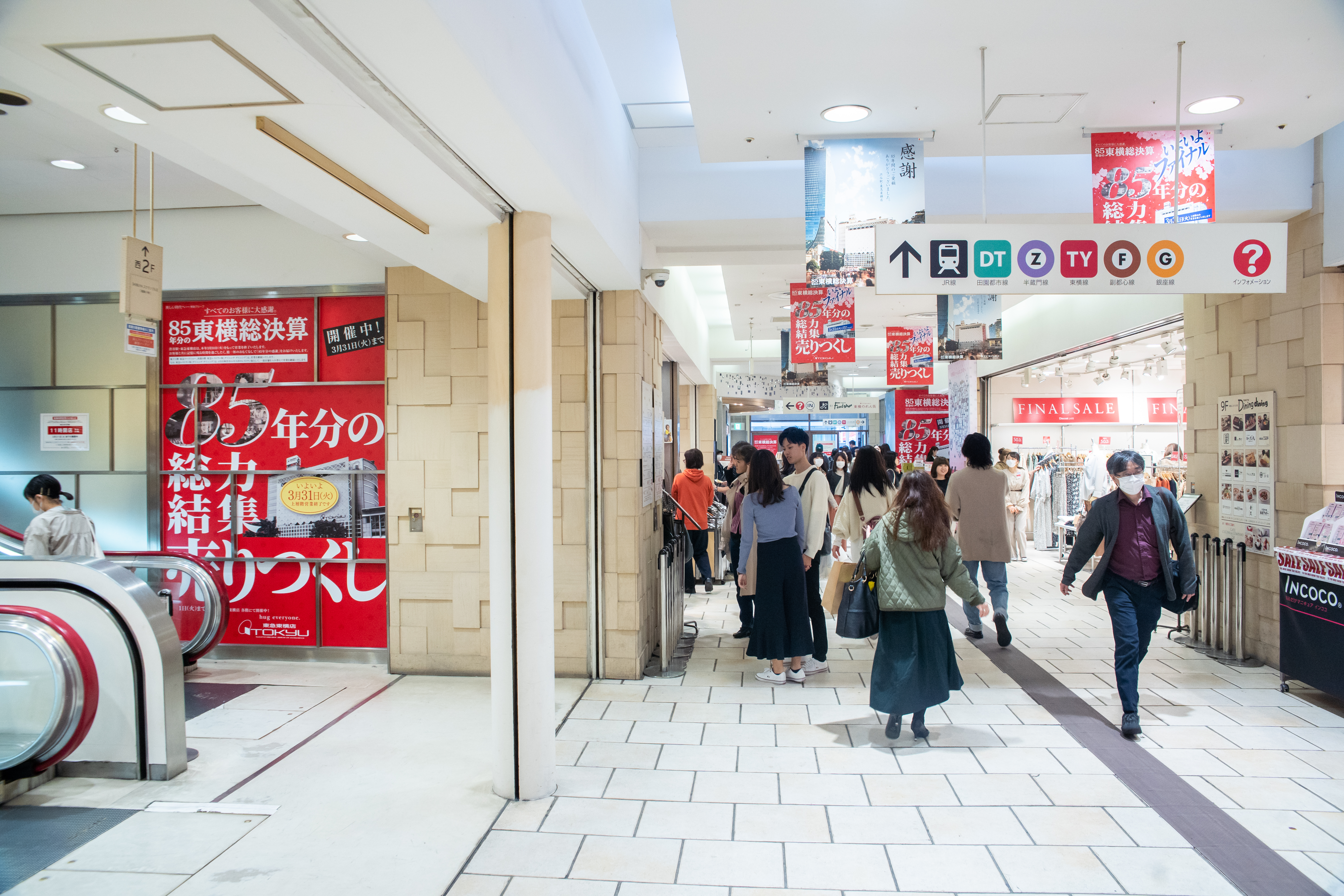
3階通道

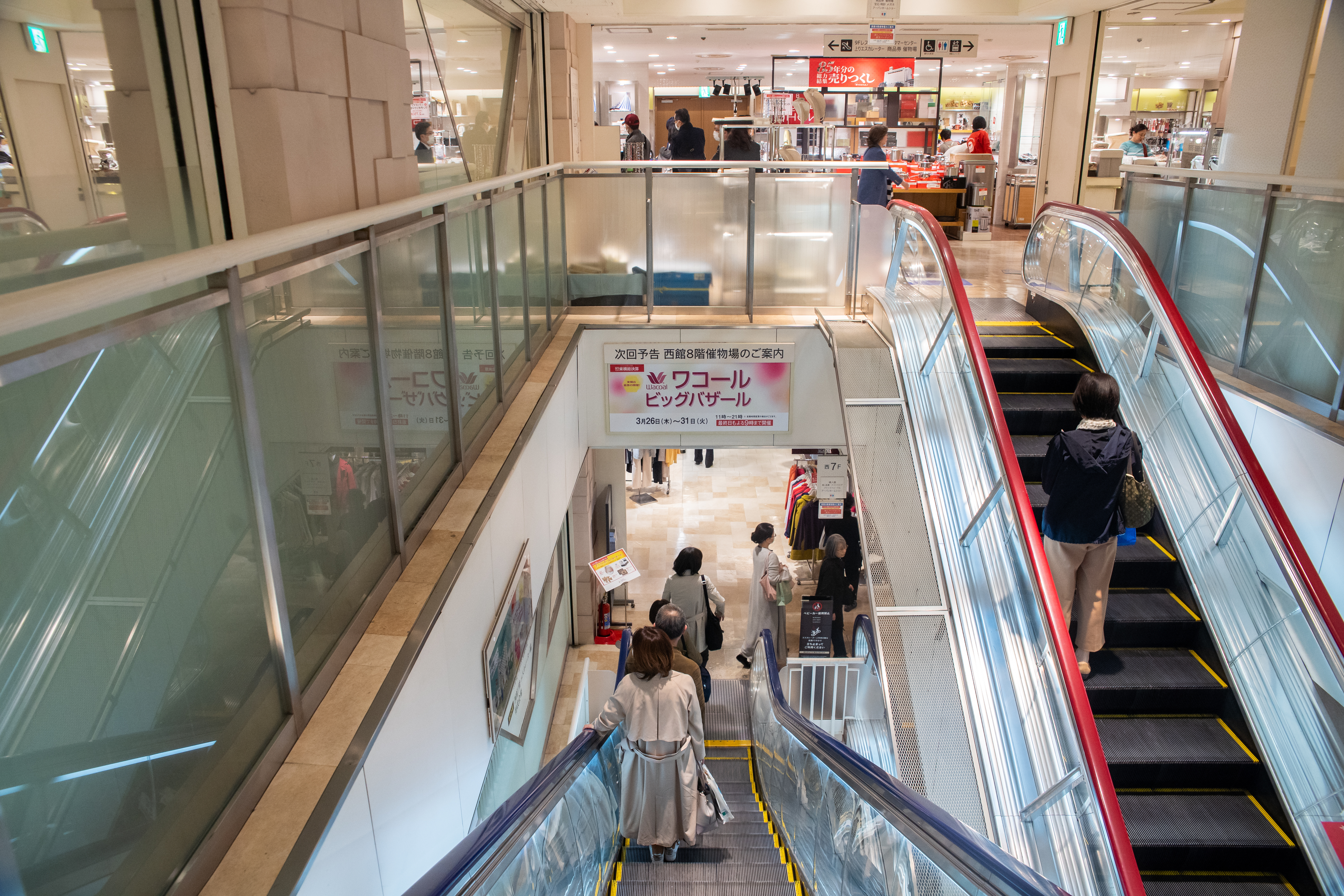
8階

詳しくは外部リンクの公式サイトを参照。
| 階   | 南館                             | 西館                                               | 渋谷マークシティ |
| ---- | -------------------------------- | -------------------------------------------------- | ---------------- |
| 屋上 |                                  | アディダスフットサルパーク渋谷                     |                  |
| 10階 | （閉鎖中）                       |                                                    |                  |
| 9階  | 東急レストラン街                 |                                                    |                  |
| 8階  | 家庭用品 健康用品・介護用品      | 催物場 時計・宝飾・メガネ                          |                  |
| 7階  | 婦人服 インマイライフ            | 婦人服・婦人肌着                                   |                  |
| 6階  | 婦人服・喫茶                     | 婦人服                                             |                  |
| 5階  | 婦人靴                           | 化粧品・アクセサリー ハンドバッグ                  |                  |
| 4階  | 紳士洋品・雑貨 旅行用品          |                                                    |                  |
| 3階  | 銀座・伊東屋                     | ミスターミニット 神戸屋キッチン 銀座線駅コンコース |                  |
| 2階  | ミスタービーン 本家 しぶそば JTB | SHIBUYAスクランブルII                              |                  |
| 1階  |                                  | SHIBUYAスクランブルI レディスファッション          |                  |
| B1階 | 東急フードショー                 | 東急フードショー                                   | 東横のれん街     |

### 東館閉館前
下記は2013年3月の東館閉店前のもの。
| 階   | 南館                             | 西館                                | 東館                                                   |
| ---- | -------------------------------- | ----------------------------------- | ------------------------------------------------------ |
| 屋上 |                                  | アディダスフットボールパーク渋谷    |                                                        |
| 10階 | 簡易郵便局（2012年12月31日廃止） |                                     |                                                        |
| 9階  | 東急レストラン街                 |                                     |                                                        |
| 8階  | （閉鎖中）                       | 催物場                              | ちびっ子プレイランド                                   |
| 7階  | 婦人服・洋品 呉服                | 婦人服・洋品 時計・宝飾・メガネ     | アーバンホームショー特設売場                           |
| 6階  | 婦人服・洋品                     | 婦人服・洋品                        |                                                        |
| 5階  | （閉鎖中）                       | （閉鎖中）                          | 婦人服・洋品 婦人肌着・ナイトウエア                    |
| 4階  | 紳士服・洋品                     |                                     | 婦人靴                                                 |
| 3階  | 銀座・伊東屋                     | ミスターミニット 神戸屋キッチン     | 服飾雑貨 ハンドバッグ・服飾小物 銀座線改札口           |
| 2階  |                                  | アーバンファッション街区 ウェストII | アーバン コスメティックス 〈セカンド〉 JTBトラベランド |
| 1階  | アーバンファッション街区 サウスI | アーバンファッション街区 ウエストI  | アーバン コスメティックス ファースト 東横のれん街      |
| B1階 | 東急フードショー 薬品            | 東急フードショー                    |                                                        |

## 建築
- 東館は1934年に東横百貨店として竣工。RC7階建てで設計者は渡辺仁。
- 西館は1938年に玉電ビルとして竣工。当初RC7階建てとして計画されたが、日中戦争の影響で4階までで工事は中断し、資材は玉電を改軌の上大井町線を溝ノ口まで延伸させるための二子橋補強工事に転用された[27]。戦後、1954年に坂倉準三の設計で増築されて11階建てとなり、東急会館と改称した。
- 南館は1970年に国鉄渋谷駅西口ビルとして竣工。設計者は西館増築と同じく坂倉準三。

## ギャラリー

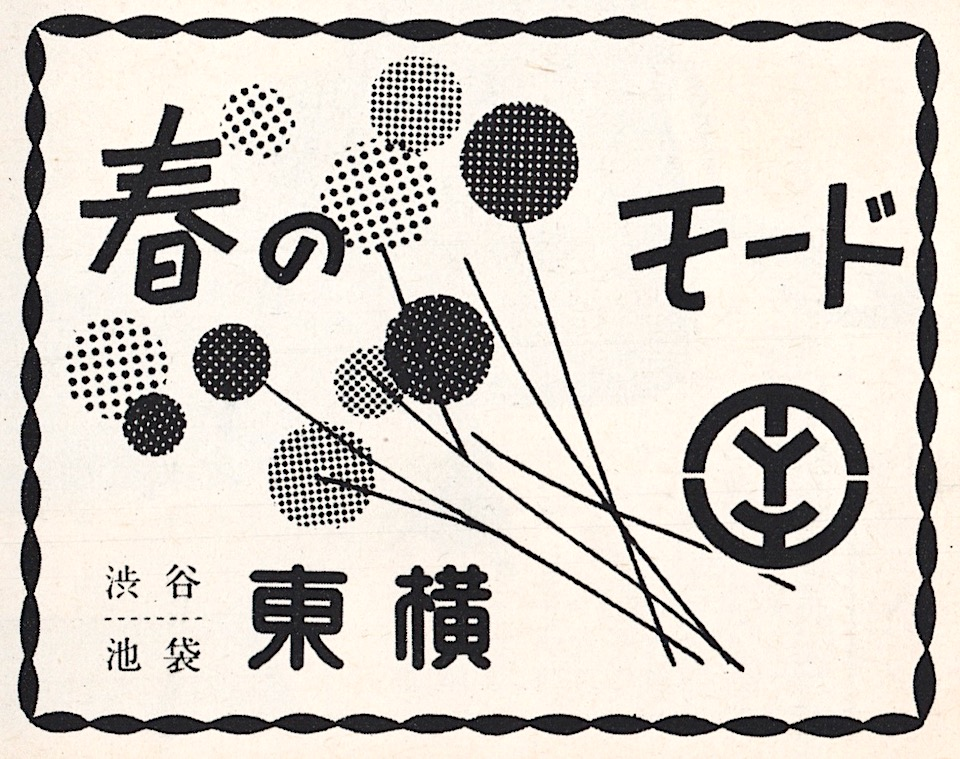
1956年の東横百貨店の広告
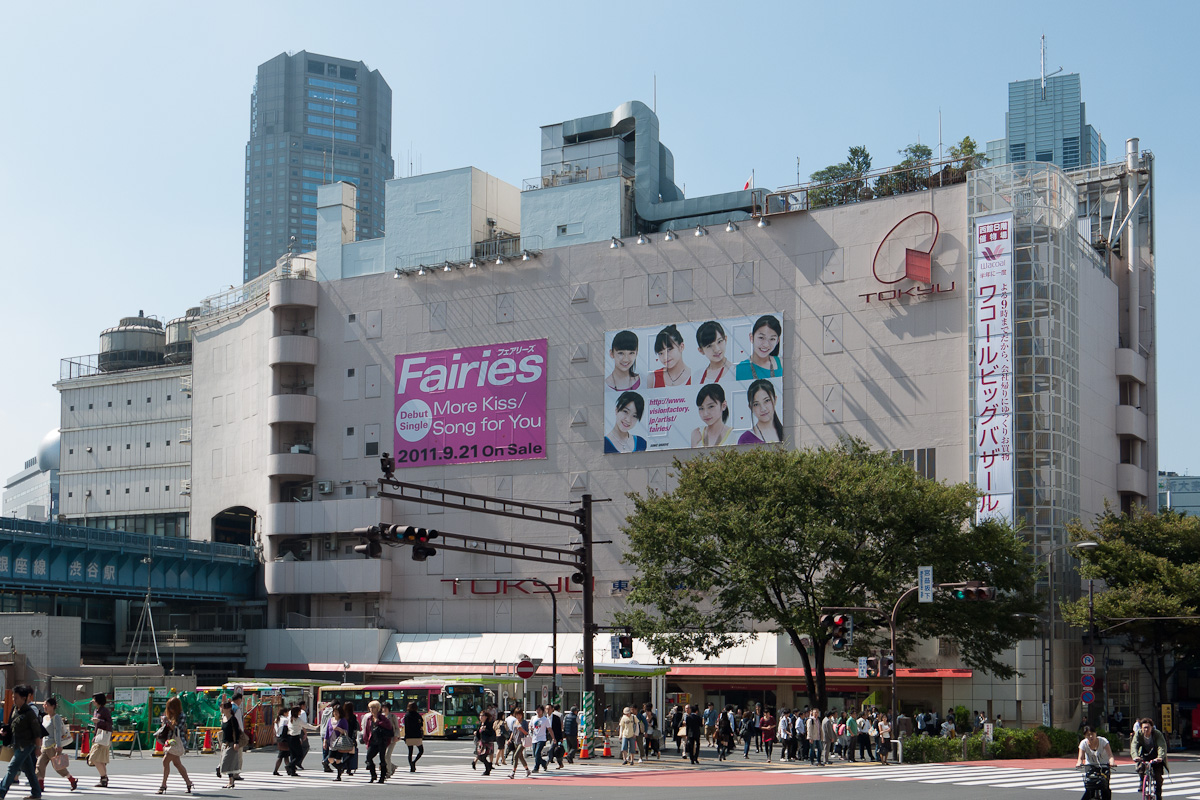
ありし日の東横店東館
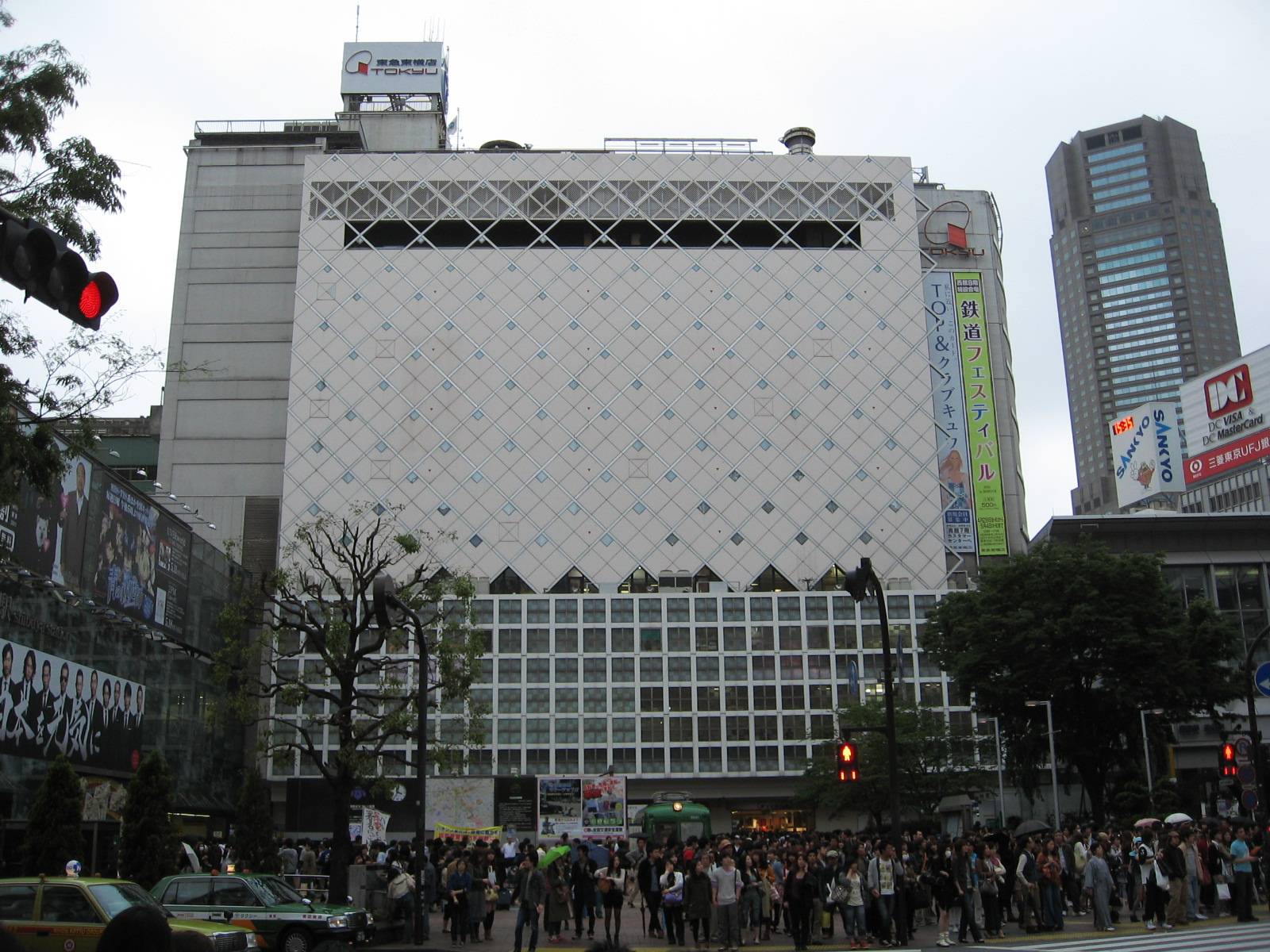
東横店西館
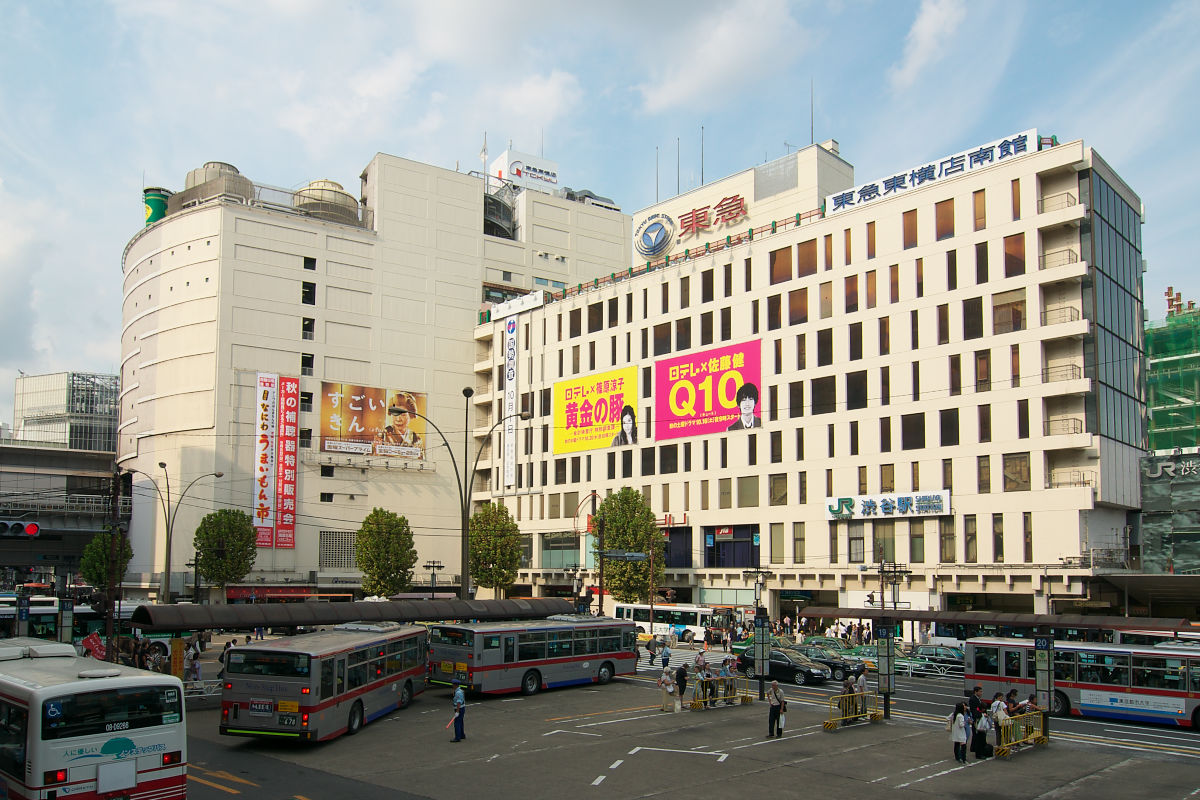
東横店南館
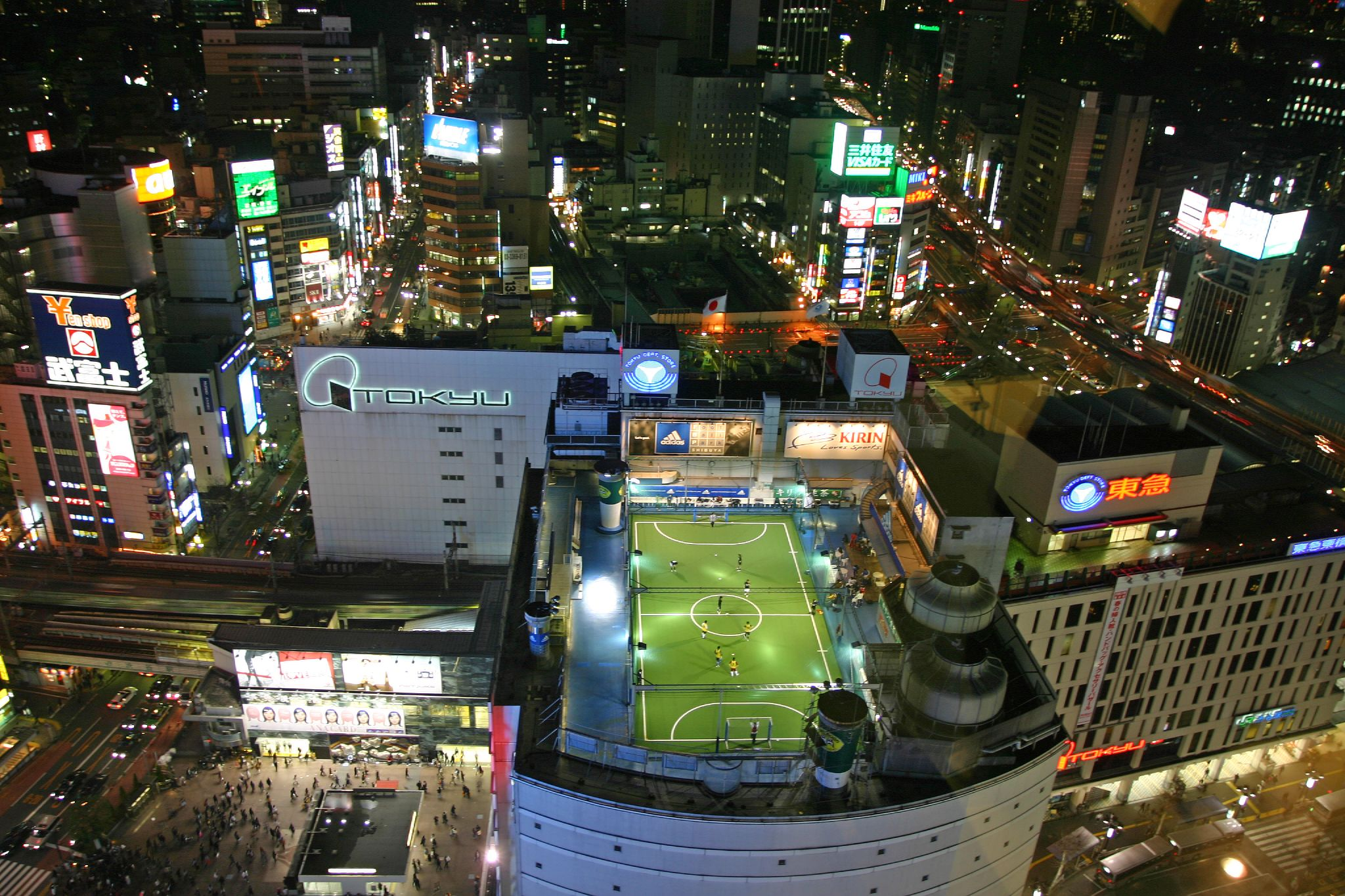
アディダスフットボールパーク渋谷
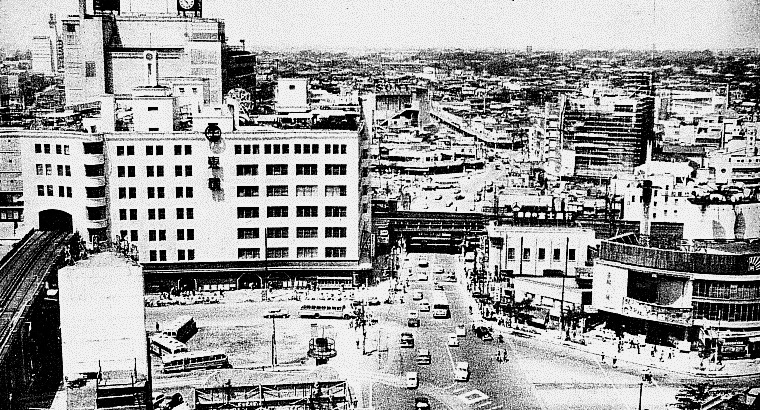
1960年頃の東横百貨店
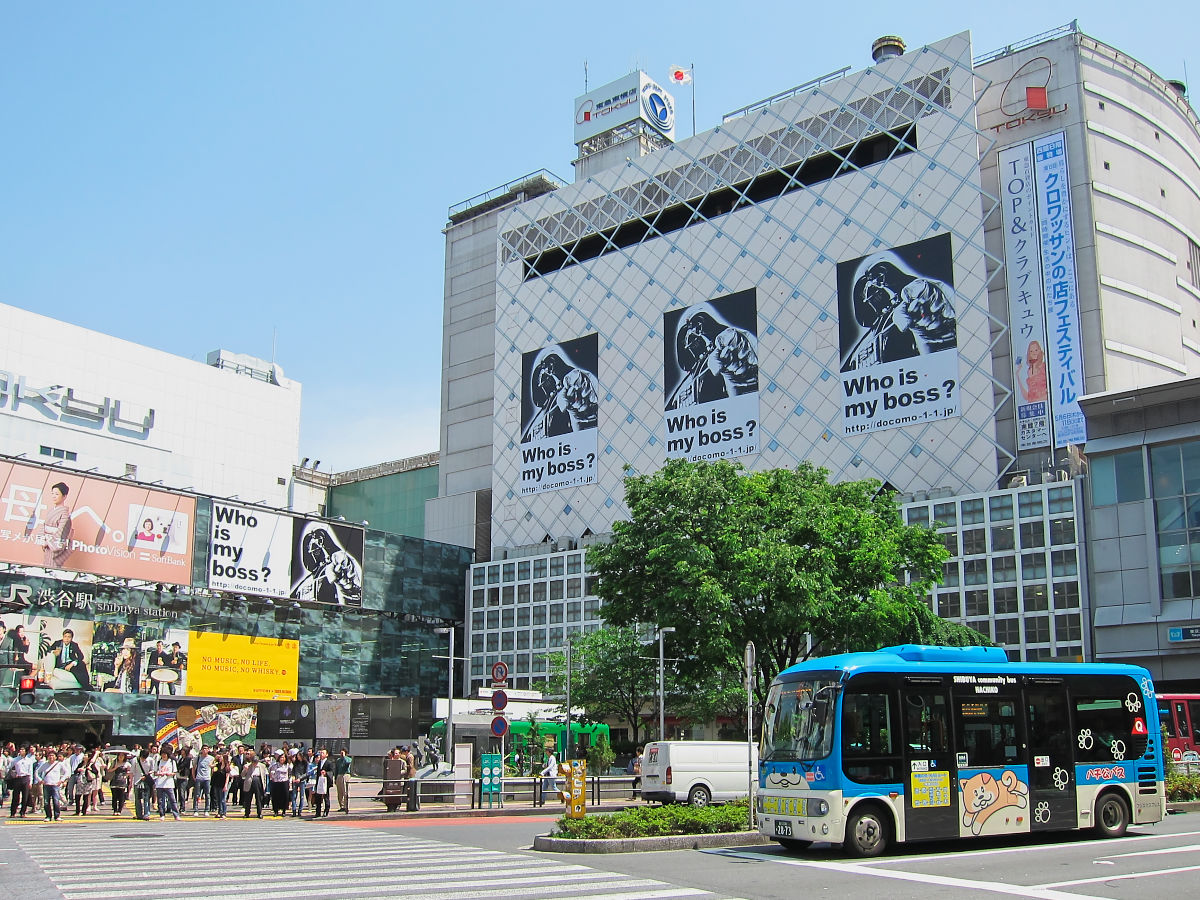
2010年頃の東急東横店
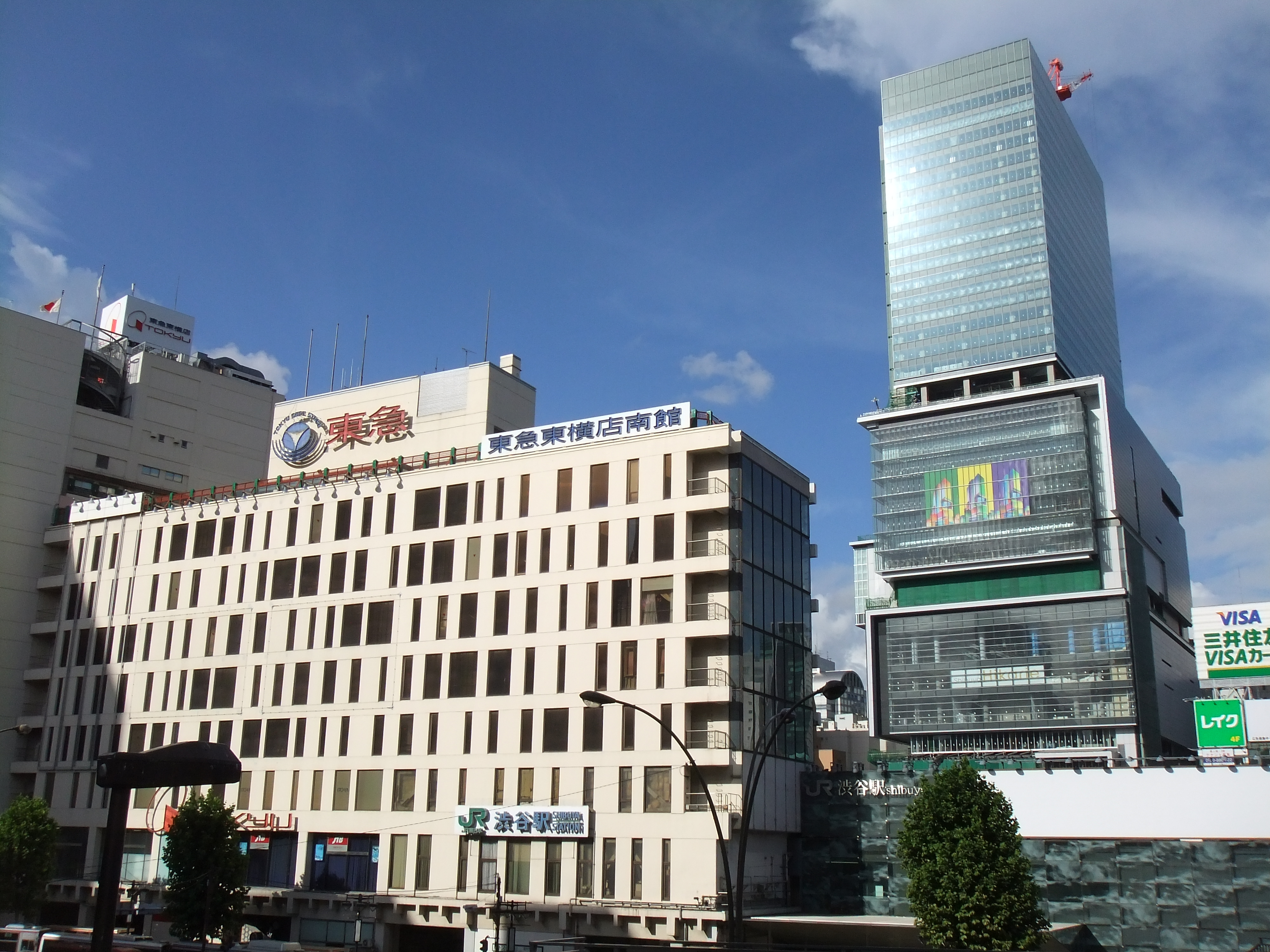
東急東横店とヒカリエ（2011年8月）
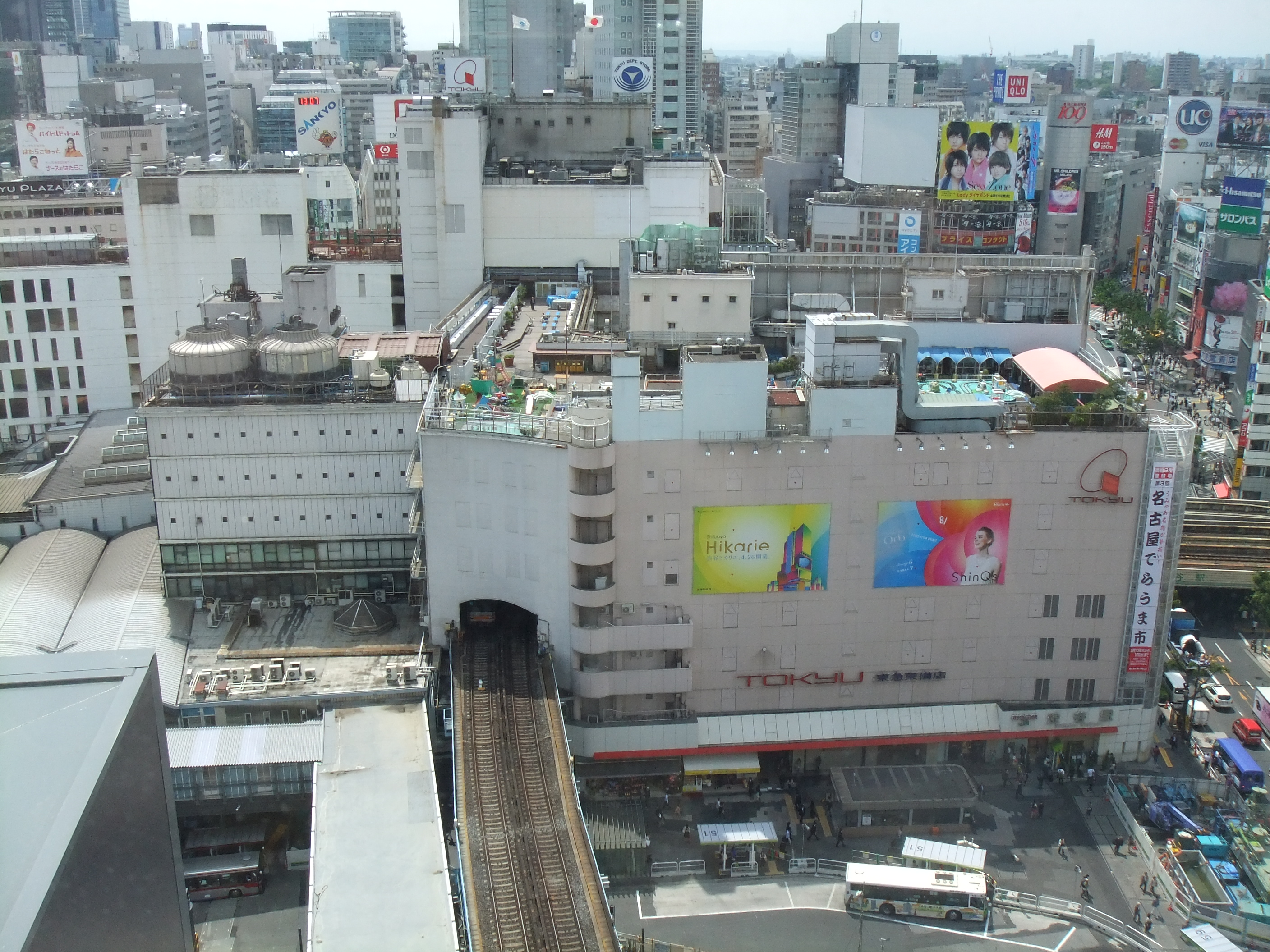
東急東横店の屋上の様子（2012年5月）
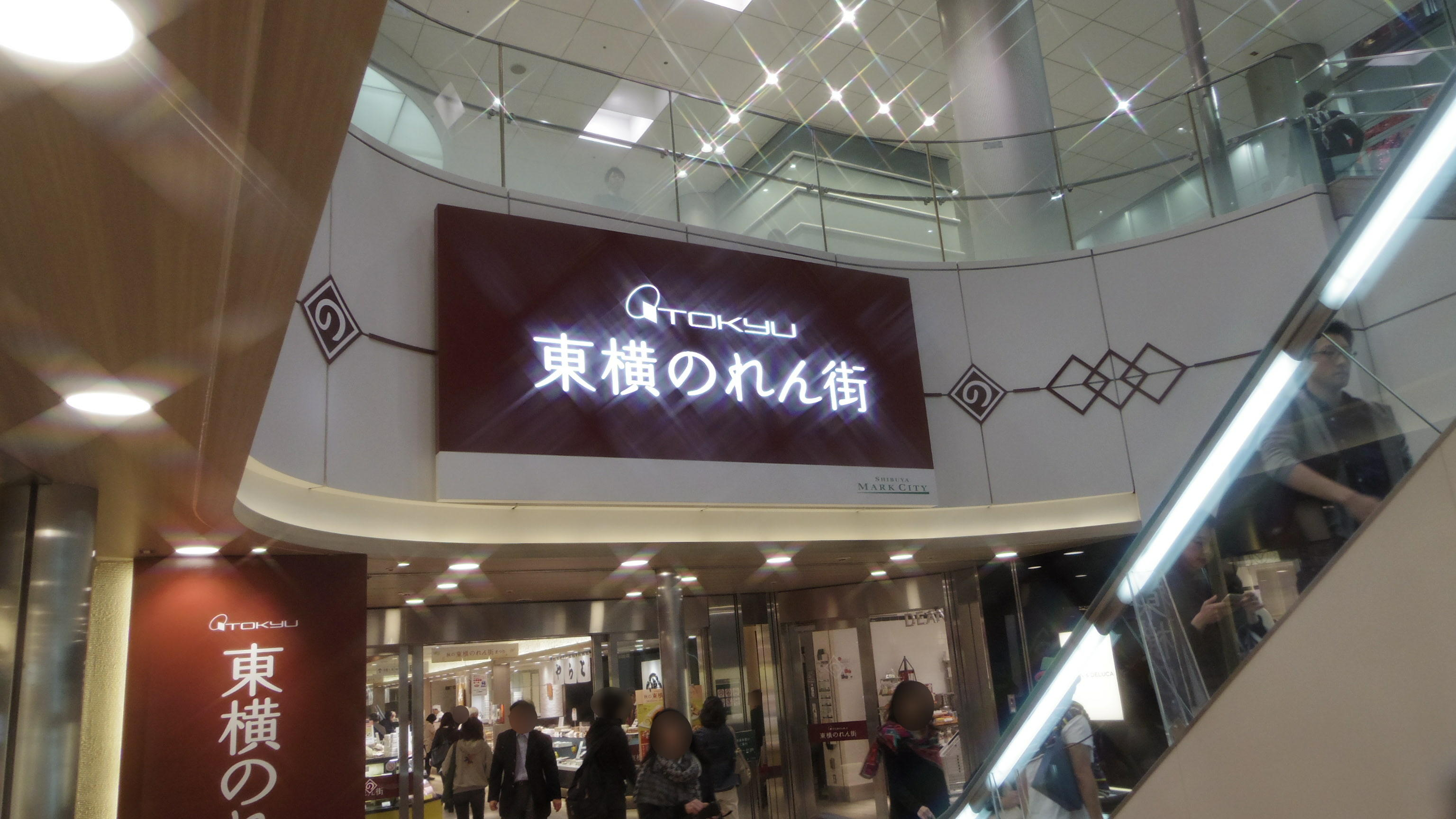
東横のれん街（渋谷マークシティ）

## その他・エピソード
- 西館の10・11階部分には、1954年から1985年まで大劇場「東横ホール」（のちに「東横劇場」と改称）があり、若手俳優による歌舞伎公演、新派劇や落語などの舞台上演の場として日本橋の三越劇場と並んで人気を集めていた[29]。構造設計は東急文化会館と同じ坂倉準三が行い[29]、緞帳の一つにはイサム・ノグチの『No end（無窮）』が描かれていた[28]。
- 旧東館は暗渠化された渋谷川の上に建つ橋上百貨店であった。地下階がなく、上階行きのエスカレーターも床から数段持ち上がった構造になっていたのはこのためである。川の上に建造物を設けることは河川法上違法であるが、現行法成立以前の建築のための特例とされていた。2009年には東京都が都市計画変更を実施し、渋谷川のうち同館周辺約250mの区間は下水道に変更され河川法の制約を受けなくなったが、その4年後に同館は閉館となった。
- 食料品売り場の「東横のれん街」は1951年に誕生したが、その後の高度経済成長で渋谷駅周辺の交通量が増え、商品搬入のトラックが横付けできなくなった。これを解消するため、1963年、国道246号を挟んだ東横線高架下に新たな搬入口を設け、地下通路で東横店と結び、通路では無人のカゴがレールに沿って走って行く無人流通システム「フローベヤ」が稼働していた。東横店東館閉鎖に伴い東横のれん街は渋谷マークシティに移転[動画 1]、これによりフローベヤもその役割を終えた[30]。
- 東横店では2000年代以降、平日午後6時以降の売上高が伸びており、その中心顧客である働く女性たちに「渋谷でのアフター6を楽しんでもらう」ことを目的に、東横店の女性社員18名で構成されたプロジェクトチーム「渋6組（しぶろくぐみ）」を結成。キャリア女性のための商品やサービスを提供してきた[動画 3]。
- 1970～1980年代にかけて「東横のれん街」のテレビCMが放映されていたことでも有名。日本テレビの夕方ニュース番組（現在のnews every.枠[注釈 5]）のローカルパートやTBS『“スポーツバラエティ”土曜デポルテ』[注釈 6]『たのきん全力投球!』など、東急百貨店提供のテレビ番組で放映されていた。なお、当時のCMは2020年1月から3月31日まで西館7階で開催された「東横デパートの思ひ出展」でも特別放映された[31]。
- 多くの特撮映画に登場していることでも知られる。最初に登場したのは1961年の『モスラ』で、このときはモスラの幼虫に破壊された。また、1999年の『ガメラ3 邪神覚醒』でも、直結する渋谷駅に墜落したギャオス・ハイパーもろともガメラによって派手に爆破されるシーンがある。その他、2000年（平成12年）の『ゴジラ×メガギラス G消滅作戦』にも登場している。
- 2020年1月から閉店当日の3月31日まで、閉店セールイベントとして「85年分の東横総決算」を開催。各フロアにおける在庫一掃セール、西館8階での「東横店最後の開催」と銘打った各種催事や、西館7階での回顧イベント「東横デパートの思ひ出展」などの各種特別企画が展開された[32]。